# Lepisorus annuifrons
Lepisorus annuifrons är en stensöteväxtart som först beskrevs av Mak., och fick sitt nu gällande namn av Ren-Chang Ching. Lepisorus annuifrons ingår i släktet Lepisorus och familjen Polypodiaceae. Inga underarter finns listade.